# Love Goes Down
Love Goes Down ist ein Lied des britischen Rappers und Soul-Musikers Plan B und die fünfte Single aus seinem Album The Defamation of Strickland Banks. Veröffentlicht wurde das Lied erstmals am 3. Dezember 2010 in Großbritannien auf iTunes. In Deutschland beispielsweise war der Titel allerdings erst am 3. Juni 2011 erhältlich. An der Aufnahme waren über 20 verschiedene Musiker beteiligt, aufgenommen wurde der Song in den The Sanctuary-Studios in London 2009. Der Song wurde unter anderem von Doctor P geremixt. Laut eigenen Angaben schrieb Plan B das Lied bereits 2004, als er mit The Roots auf Tour war.

## Musikvideo
Das Musikvideo wurde erstmals am 16. November 2010 auf YouTube veröffentlicht. Dort hat es eine Länge von vier Minuten und 37 Sekunden. Im Video ist hauptsächlich Plan B bei einem Liveauftritt zu sehen, separat, wie er sich auf einen Auftritt vorbereitet. Regie führte dabei Daniel Wolfe. Auf YouTube hatte das Video im August 2012 über 2 Millionen Aufrufe. Zum Remix von Doctor P wurde kein Video veröffentlicht, die Audioversion bekam allerdings mit 4,5 Millionen deutlich mehr Klicks als das Original.

## Kritiken
Caitlin Maxwell von Hive Magazine meint, dass Love Goes Down eine andere Seite von Plan B zeigen würde, als er von einer neuen Liebe singt, und, dass Plan Bs Stimme voller Emotionen wäre. Ian Wade von BBC Music meint, dass der Titel „einfach schön“ wäre.

## Kommerzieller Erfolg

### Chartplatzierungen
Love Goes Down erreichte Platz 62 der UK-Charts und Platz 47 der German Youth Airplay Charts.
| ChartsChartplatzierungen     | Höchstplatzierung | Wochen |
| ---------------------------- | ----------------- | ------ |
| Vereinigtes Königreich (OCC) | 62 (2 Wo.)        | 2      |

### Auszeichnungen für Musikverkäufe
| Land/Region                  | Auszeichnungen für Musikverkäufe (Land/Region, Auszeichnung, Verkäufe) | Verkäufe |
| ---------------------------- | ---------------------------------------------------------------------- | -------- |
| Vereinigtes Königreich (BPI) | Silber                                                                 | 200.000  |
| Insgesamt                    | 1× Silber ·                                                            | 200.000  |